# Metron (bướm nhảy)
Metron là một chi bướm ngày thuộc họ Bướm nâu.